# Alburnoides nicolausi
Alburnoides nicolausi är en fiskart som beskrevs av Bogutskaya och Brian W. Coad 2009. Alburnoides nicolausi ingår i släktet Alburnoides och familjen karpfiskar. Inga underarter finns listade i Catalogue of Life.